# Josef Sedláček (1893)
Josef Sedláček (15. prosince 1893 Vídeň – 15. ledna 1985) byl český fotbalista, útočník, československý reprezentant.

## Sportovní kariéra
Za československou reprezentaci odehrál v letech 1920–1926 třináct utkání a vstřelil šest branek. Nastoupil v historickém prvním oficiálním reprezentačním utkání – s Jugoslávií na olympijských hrách v Antverpách roku 1920. Byl člen takzvané "železné Sparty", tedy slavného mužstva Sparty z první poloviny 20. let 20. století. Za letenské hrál v letech 1916–1926 a sehrál v rudém dresu 302 zápasů. Se Spartou se stal mistrem Československa roku 1926, dvakrát českým mistrem – vítězem mistrovství Českého svazu footballového v roce 1919 a 1922 a mnohokráte středočeským mistrem (vítězem tzv. Středočeské 1. třídy, obvykle nazývané Středočeská liga) – v letech 1920, 1921 a 1923 šlo o nejvyšší a nejprestižnější soutěž v zemi. Středočeskou ligu vyhrál ovšem jednou i se Slávií Praha, roku 1918. Zúčastnil se bojů 1. světové války, během nichž byl dvakrát zraněn – přesto se po válce vrátil k fotbalu. Pro svůj zvláštní způsob vedení míče měl přezdívku "Šmrdlus". Hráčskou kariéru musel ukončit předčasně kvůli komplikované zlomenině nohy. Menší aféra propukla po jeho přestupu z pražské Olympie do Viktorie Žižkov, když byl žižkovský předseda Šaránek obviněn, že Sedláčka získal díky úplatku ve výši dvaceti korun. Český sportovní novinář a historik Zdeněk Šálek o něm napsal: "Inteligentní, obounohý, rychlý, technický hráč, nebezpečný střelec. Nejlépe si rozuměl s Jandou-Očkem."
Židenický dres oblékal jen krátce během první světové války jako frontový invalida, když našel azyl v proslulém zábrdovickém lazaretu. Přestože se později proslavil jako útočník, v Brně byl coby střední záložník tvůrcem hry celého mužstva. V čsl. reprezentaci odehrál 13 zápasů, vstřelil 6 branek (1920–1926), během první světové války (1917) si připsal i 1 start a 1 branku za rakouský národní tým, protože byl původem Vídeňák. V roce 1914 utrpěl u Lublinu průstřel stehna, o rok později u Gorice vyvázl s rozdrceným předloktím. Přesto ještě i po válce nastupoval několik let za pražskou Spartu.
Mládežnické kluby: SK Bubeneč, SK Olympia Praha VII
V nejvyšší soutěži odehrál 14 utkání, vsítil 6 branek.

## Ligová bilance
| Ročník                                     | Zápasy | Góly | Klub            |
| ------------------------------------------ | ------ | ---- | --------------- |
| Mistrovství Českého svazu fotbalového 1919 | -      | -    | AC Sparta Praha |
| Mistrovství Českého svazu fotbalového 1922 | -      | -    | AC Sparta Praha |
| Asociační liga 1925                        | 1      | 0    | AC Sparta Praha |
| Středočeská 1. liga 1925/26                | 13     | 6    | AC Sparta Praha |
| CELKEM                                     | 14     | 6    |                 |

## Jiný Sedláček
V historii Sparty i československé reprezentace se zanedlouho objevil fotbalista stejného jména a příjmení (narozen 1912), proto je někdy Josef Sedláček v historických statistikách označován jako Sedláček I, zatímco jeho pozdější jmenovec jako Sedláček II.